# Maxillaria rodrigueziana
Maxillaria rodrigueziana är en orkidéart som beskrevs av John T. Atwood och Mora-ret. Maxillaria rodrigueziana ingår i släktet Maxillaria och familjen orkidéer. Inga underarter finns listade i Catalogue of Life.